# Polygonia cloqueti
Polygonia cloqueti är en fjärilsart som beskrevs av Clement 1917. Polygonia cloqueti ingår i släktet Polygonia och familjen praktfjärilar. Inga underarter finns listade i Catalogue of Life.